# Гармаши

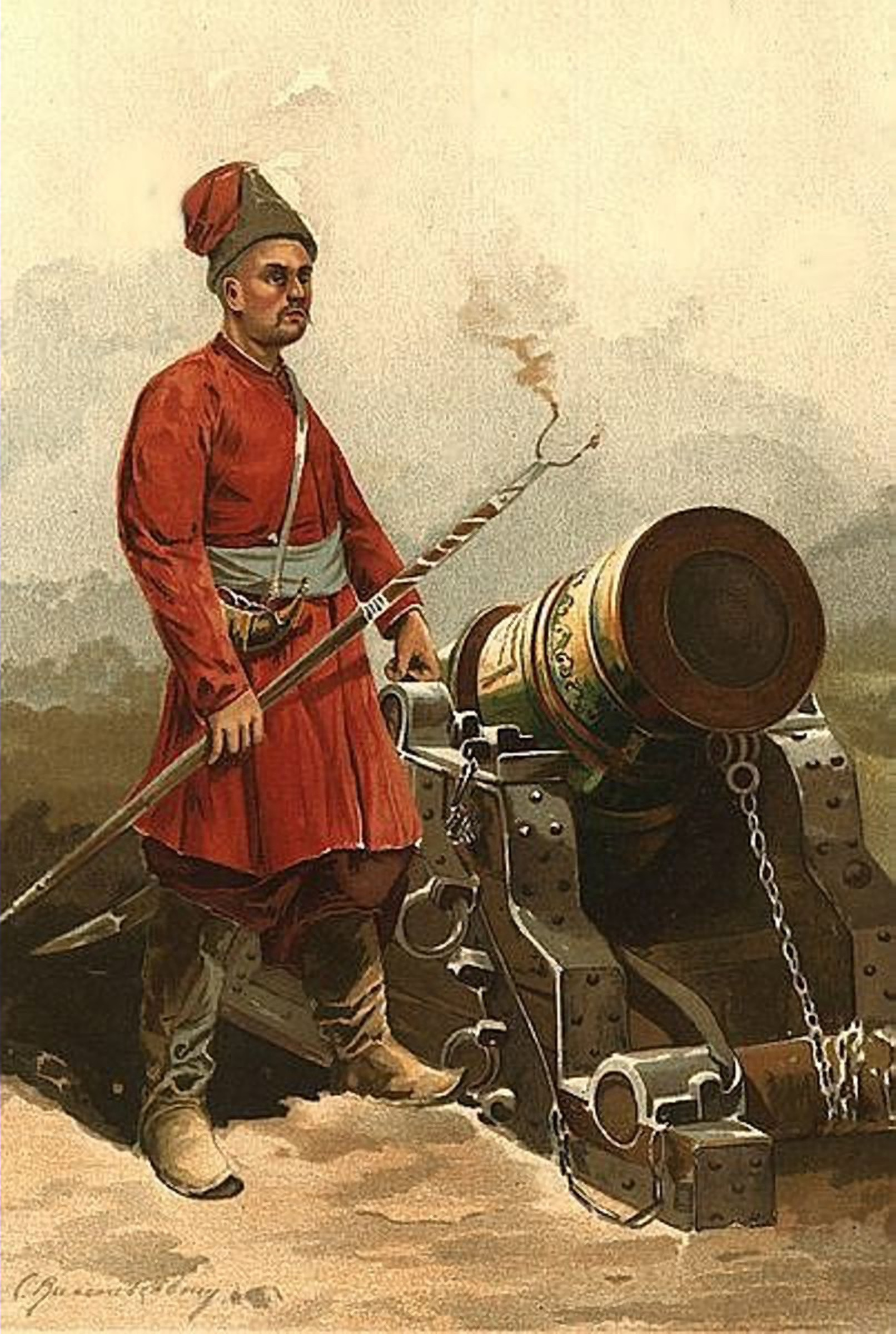
Гармаш времён гетмана Ивана Мазепы; при нём мортира, отлитая по приказу Мазепы (Военно-исторический музей артиллерии, инженерных войск и войск связи в Санкт-Петербурге).

Гармаши́ (укр. Гармаші), Армаши, Хармаши — пушкари, артиллеристы, те, кто обслуживал пушки, специально подготовленные казаки в Войске Запорожском, овладевшие артиллерийским делом.
Входили, как и пушкари, в число арматных (гарматных) служителей и составляли социальную категорию казачества, связанную с устройством Запорожской Сечи, которые обеспечивали исправное функционирование артиллерии.
В войсковой артиллерии, размещаемой в Корсуни, было 80 пушкарей и 80 армашов.